# Kazuaki Tasaka
Kazuaki Tasaka (jap. 田坂 和昭, Tasaka Kazuaki; * 3. August 1971 im Stadtbezirk Asakita-ku, Hiroshima) ist ein ehemaliger japanischer Fußballspieler.

## Nationalmannschaft
1995 debütierte Tasaka für die japanische Fußballnationalmannschaft. Tasaka bestritt sieben Länderspiele. Mit der japanischen Nationalmannschaft qualifizierte er sich für die Copa América 1999.

## Erfolge
Bellmare Hiratsuka
- Kaiserpokal: 1994

## Auszeichnungen
- J. League Best Young Player: 1994